# Museu Aldrich

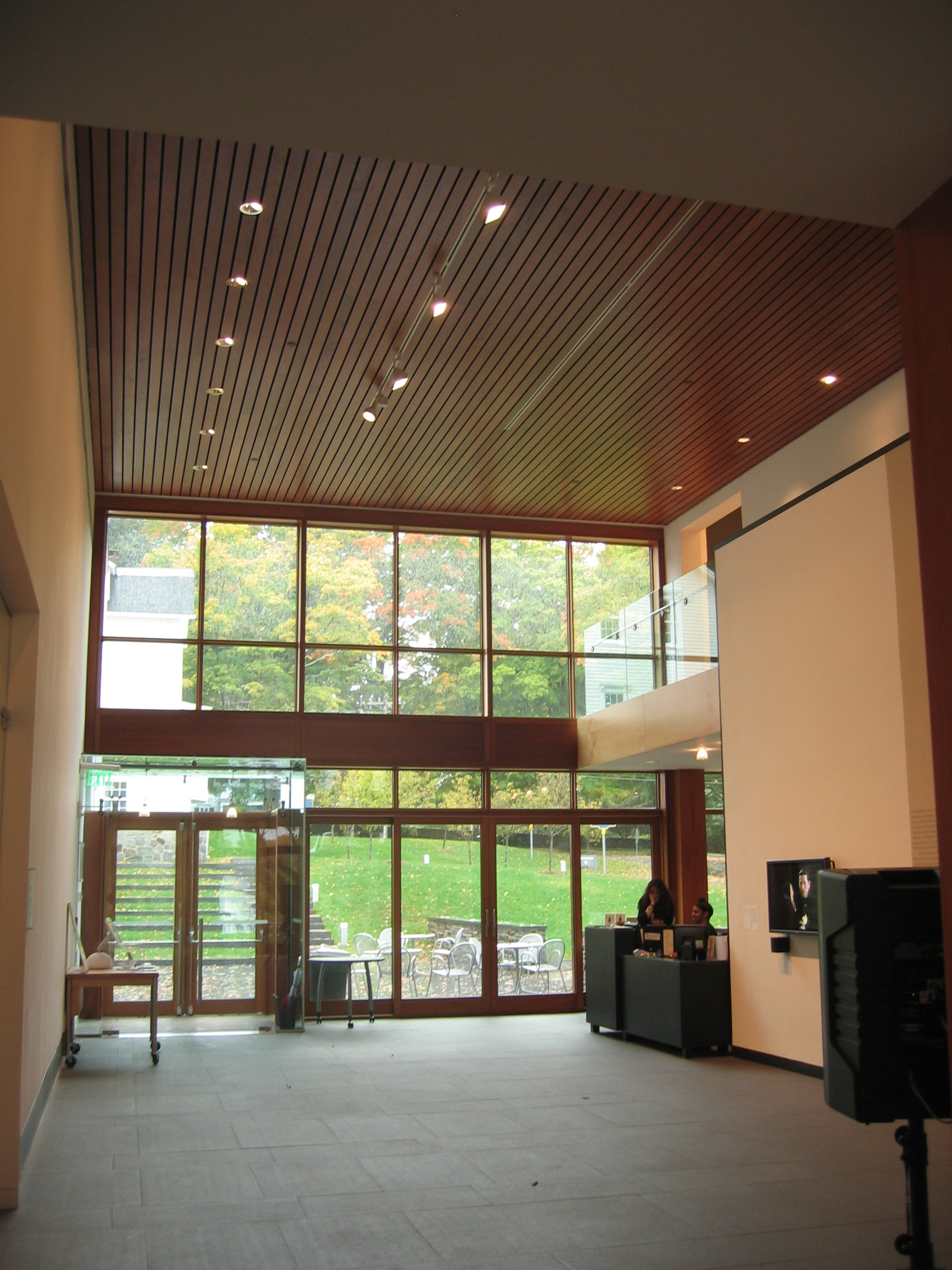
Hall central

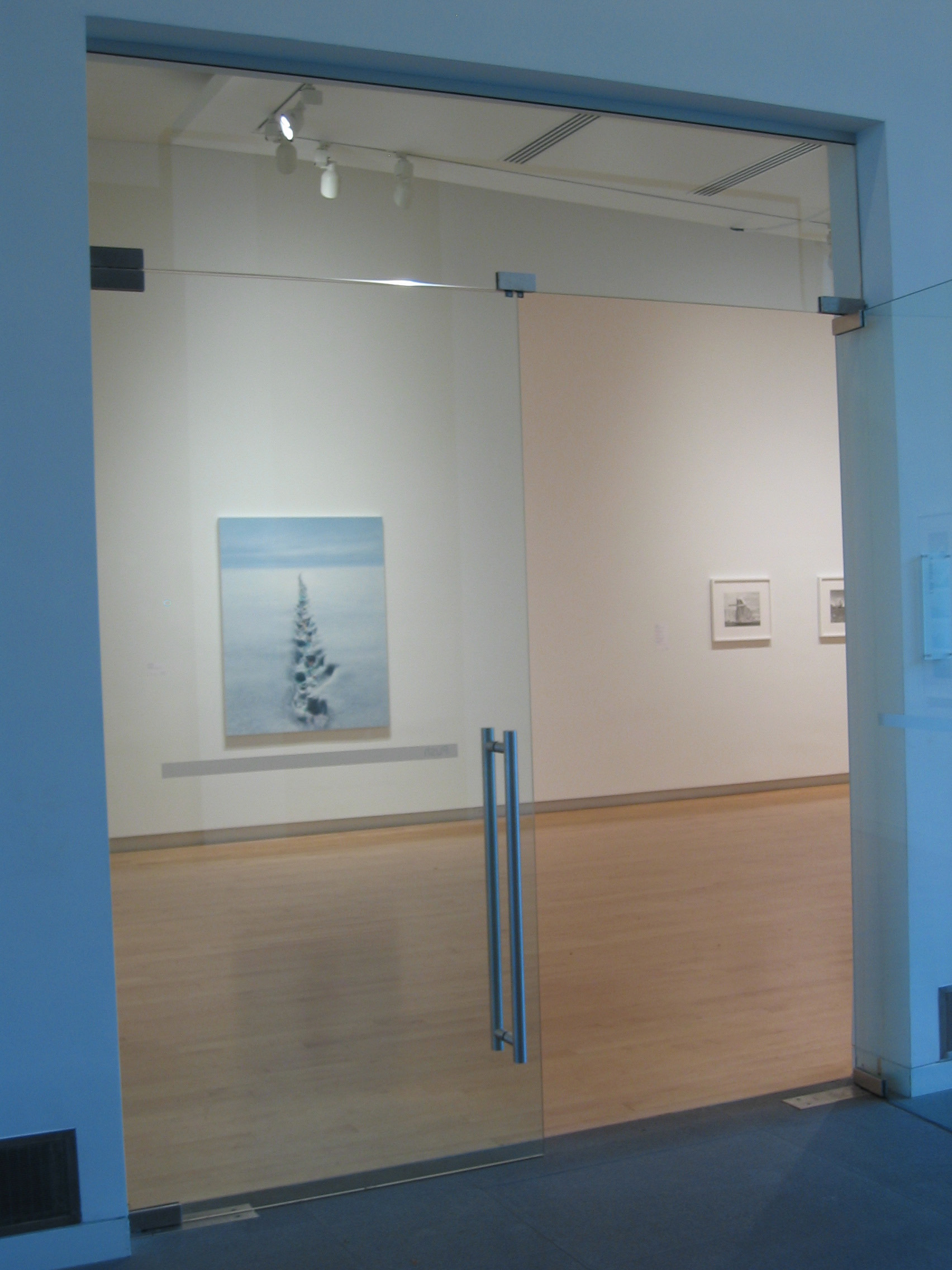
Una sala d'exposicions

The Aldrich Contemporary Art Museum és un museu d'art contemporani situat a Ridgefield, Connecticut, EUA. Fundat l'any 1964 pel col·leccionista d'art Larry Aldrich, va ser considerat un dels primers museus dedicats exclusivament a l'exposició d'art contemporani. Actualment és reconegut als Estats Units com a líder nacional en la presentació d'art nou, el cultiu d'artistes emergents i la innovació en programes educatius.

## Edifici
Originàriament el museu va estar instal·lat en un edifici històric de Ridgefield. Després d'una important renovació que va merèixer un premi de disseny de l'American Institute of Architects, l'any 2004 el museu inaugurà un nou edifici de més de 2000 metres quadrats amb dotze espais que inclouen sales d'exposicions, sales de projeccions i de so, un centre educatiu, la botiga del museu i un jardí d'escultures.

## Exposicions
L'Aldrich és dels pocs museus d'art contemporani dels Estats Units que no col·lecciona art. El seu objectiu és de presentar innovadores exposicions d'art contemporani així com exposicions orientades a mostrar l'obra d'artistes emergents.

## Programes educatius
El museu destaca pels seus programes educatius adreçats a diferents públics amb el propòsit de fer accessible l'art contemporani a una diversitat de persones: programes específics per a adults, adolescents o estudiants, programes escolars per a professors i alumnes, programes familiars.

## Premis i beques
Larry Aldrich va crear i finançar el Premi Larry Aldrich (The Larry Aldrich Award) per honorar un artista americà l'obra del qual hagi tingut un impacte significatiu en la cultura visual contemporània durant els últims anys. L'artista és seleccionat per un jurat independent d'artistes, col·leccionistes, crítics, comissaris i galeristes. No s'admeten sol·licituds. El premi es va iniciar el 1993 i consisteix en una dotació econòmica i l'oportunitat d'una exposició al mateix museu.
Des de l'any 1997, el museu presenta el Premi a l'Artista Emergent (The Emerging Artist Award) concedit a un artista seleccionat per l'equip de conservadors del museu que inclou el director comissarial, el director d'exposicions i el director del museu. No s'admeten sol·licituds. El premi consisteix en una dotació econòmica i una exposició individual al museu.
El Hall Curatorial Fellowship és un programa biennal amb el propòsit d'oferir a un comissari internacional una oportunitat de fer experiència en un museu dels Estats Units i de donar suport al desenvolupament professional dels comissaris d'art. Els sol·licitants no han de ser ciutadans dels Estats Units i han de viure i treballar en un país altre que els Estats Units.

## Guanyadors dels premis Aldrich
|  |  | The Larry Aldrich Award Christian Marclay (2009) Elizabeth Peyton (2006) Kara Walker (2005) Catherine Opie (2004) David Hammons (2003) Fred Wilson (2002) Mark Dion (2001) Doug Aitken (2000) Janine Antoni (1999) Ann Hamilton (1998) Charles Ray (1997) Robert Gober (1996) Bruce Nauman (1995) Cindy Sherman (1994) Elizabeth Murray (1993) |  | The Emerging Artist Award Huma Bhabha (2008) Martí Cormand (2007) Josh Azzarella (2006) Todd Hebert (2005) David Opdyke (2004) Elizabeth Demaray (2003) Yuken Teruya (2002) Claire Corey (2001) John F. Simon, Jr. (2000) Bonnie Collura (1999) Paul Henry Ramirez (1998) Roxy Paine (1997) |